# Macroprora chionobola
Macroprora chionobola är en fjärilsart som beskrevs av Turner 1941. Macroprora chionobola ingår i släktet Macroprora och familjen nattflyn. Inga underarter finns listade i Catalogue of Life.